# ویرنال چوپرا
ویرنال چوپرا (انگلیسی: Virender Lal Chopra; ۹ اوت ۱۹۳۶ – ۱۸ آوریل ۲۰۲۰) نسل‌شناس، دانشمند زراعت، و استاد دانشگاه اهل هند بود.
وی همچنین برندهٔ جوایزی همچون جایزه هومبولت شده‌است.